# Nogent-le-Phaye
Nogent-le-Phaye é uma comuna francesa na região administrativa do Centro, no departamento Eure-et-Loir. Estende-se por uma área de 14,99 km². Em 2010 a comuna tinha 1 508 habitantes (densidade: 100,6 hab./km²).